# ۱٬۲٬۶-تریگالوئیل گلوگز
۱،۲،۶-تریگالوئیل گلوگز (به انگلیسی: 1,2,6-Trigalloyl glucose) یک ترکیب شیمیایی با شناسه پاب‌کم ۴۴۰۳۰۸ است. 